# Friedrich Walla
Friedrich „Fred“ Walla (* 1941 in Wien) ist ein österreichischer Literaturwissenschaftler und Hochschullehrer in Newcastle (New South Wales), Australien sowie Nestroy-Forscher.

## Leben
Friedrich Walla studierte an der Universität Wien Germanistik und Anglistik, darüber hinaus jedoch auch Philosophie, Pädagogik, Psychologie sowie Geschichte, Romanistik (Französisch) und Sprachwissenschaft.
Anfangs wirkte er als Englischlehrer an Handelsschulen und den Handelsakademien der Wiener Kaufmannschaft. Anschließend folgte seine Lehrtätigkeit in Frankreich (Universität Lyon) und in England (im Westfield College, London).
1971 wurde er  Dozent an der University of Newcastle, NSW, Australien, 1978 Senior Lecturer. Seit 1986 war er außerordentlicher Professor, dreimal Vorstand des Instituts für Moderne Sprachen. Seit 2004 ist Fred Walla im Ruhestand. 
Als Editor legte Walla 18 Nestroy-Werke in 9 Einzelbänden vor, eines in zwei verschiedenen Fassungen. Seine Dissertation über Nestroy erschien 1979, nach ersten Quellen-Katalogen zu Nestroy sowie dem ersten Band der Stücke Nestroys. Andere Arbeiten Wallas betrafen Ferdinand Raimund, W. A. Mozarts Zauberflöte, den österreichischen Geiger Miska Hauser in Australien sowie – gemeinsam mit seiner Frau, der Germanistin Heather Stuart – die ältere Germanistik, etwa die Merseburger Zaubersprüche.

## Veröffentlichungen
- Untersuchungen zur dramatischen Technik Johann Nestroys (2 Bde.), Wien, Univ., Diss., 1972
- Publikationsverzeichnis von Friedrich Walla im WorldCat